# Estel subnan marró

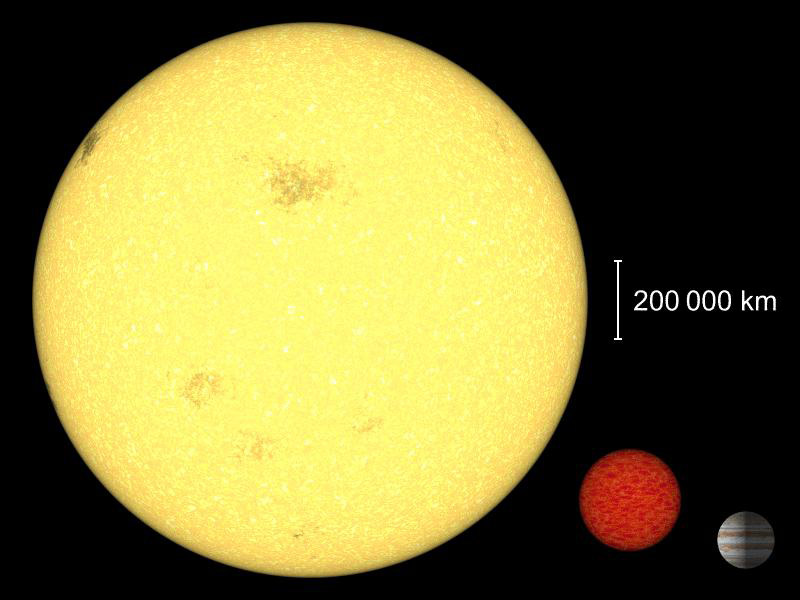
Una comparació de mida entre el nostre Sol, un jove subnan marró i Júpiter. A mesura que una nana marró envelleix, a poc a poc es refreda i es contrau.

Un estel subnan marró o estrella subnana marró és un objecte de massa planetària que no orbita un estel i que la massa del qual és menor que la massa mínima límit per a una nan marró (al voltant de 13 vegades la massa de Júpiter). A diferència dels nans marrons propis, no són prou massius com per a la fusió del deuteri.

## Nans marrons fallits
Els subnans marrons es formen com un estel, mitjançant el col·lapse d'un núvol de gas (potser amb l'ajut de la fotoerosió), i no per acreció o col·lapse del nucli d'un disc circumestel·lar. La distinció entre un nan marró i un planeta no és clara, els astrònoms estan dividits en dos bàndols, si s'ha de considerar el procés de formació d'un planeta com a part de la seva divisió en la classificació. Una de les raons per a dissentir és que sovint no és possible determinar el procés de formació: per exemple un planeta format per acreció al voltant d'un estel pot haver estat ejectat del sistema per a convertir-se en un planeta de flotació lliure, i de la mateixa manera un estel subnan marró format per col·lapse d'un núvol en el seu propis cúmul estel·lar podria ser capturat i orbitar un estel.

### Límit de massa
La massa més petita d'un núvol de gas que pot col·lapsar-se per a formar un estel subnan marró és d'al voltant d'1 MJ. Això és per què per col·lapsar-se per contracció gravitatòria cal radiar energia com a calor i això està limitat per l'opacitat del gas.

## Llista de possibles subnans marrons

### Que orbita a una o més estrelles
No hi ha consens si aquests companys d'estrelles han de ser considerats com a subnans marrons o planetes.
- WD 0806-661 B
- DT Virginis c
- FW Tauri b
- ROXs 42b b
- Júpiter

### Que orbita a una nana marró
No hi ha consens si aquests companys de nanes marrons han de ser considerats subnans marrons o planetes.
- El company 5–10MJ de 2MASS J04414489+2301513
- 2M1207b

### Lliure flotació
- WISE 0855–0714 3–10 MJ a uns 7 anys llum de distància
- S Ori 52
- UGPS J072227.51-054031.2 10–25 MJ A 13 anys llum de distància
- Cha 110913-773444 5–15 MJ A 163 anys llum de distància
- CFBDSIR2149-0403 4–7 MJ A 130 anys llum de distància
- OTS 44 11.5 MJ A 550 anys llum de distància